# Balasan
Balasan es un municipio filipino de cuarta clase, perteneciente a la provincia de Iloílo, en las Bisayas Occidentales. En 2020, tenía censados 35 064 habitantes.